# 顔役 (1971年の映画)
『顔役』（かおやく）は、1971年8月12日に公開された日本の映画。監督・主演は勝新太郎。

## スタッフ
- 監督：勝新太郎
- 脚本：菊島隆三、勝新太郎
- 製作：勝新太郎、西岡弘善
- 撮影：牧浦地志
- 美術：西岡善信
- 音楽：村井邦彦
- 録音：大角正夫
- 照明：中岡源権
- 編集：谷口登司夫
- 助監督：辻光明

## キャスト
- 立花良太：勝新太郎
- 杉浦俊夫：山﨑努
- 滝川真由美：太地喜和子
- 栗原支店長：藤岡琢也
- 赤松：伴淳三郎
- 尾形千造：山形勲
- 和田：前田吟
- 西野：大滝秀治
- 筒井：深江章喜
- 吉川：織本順吉
- 入江健次：江波多寛児
- 沢本：蟹江敬三
- トルコ風呂の女：横山リエ
- 大川修
- 北城寿太郎
- 秋山勝俊
- テレサ・カーピオ
- 藤山浩二
- 九段吾郎
- 伊吹新吾
- 北野拓也
- 黒木現
- 山岡鋭二郎
- 長岡三郎
- 大杉潤
- 岩田正
- 福井隆次
- 安藤仁一郎
- 馬場勝義
- 藤春保
- 新関順四郎
- 三藤頼江
- 石井喜美子
- 三輪京子
- 上原寛二
- 今田義幸
- 宮崎美栄子
- 渡辺寿男
- 竹内春義
- 森下耕作
- 佐竹克也
- 新田章
- 山村友絵
- 星野：若山富三郎（東映）